# Vulpes rueppellii
La volpe di Rüppell o volpe di Rueppell (Vulpes rueppelli o Vulpes rueppellii) è una specie di volpe che vive nel Nord Africa e nel Medio Oriente, dal Marocco all'Afghanistan. Il nome deriva dall'esploratore e naturalista tedesco Eduard Rüppell. La durata di vita della volpe di Rüppell varia dai 6 ai 7 anni, ma può vivere molto più tempo se tenuta in cattività.

## Aspetto
La volpe di Rüppell è lunga 40-52 centimetri e ha un peso di circa 1,7 kg. È un piccolo canide ed è considerata più piccola della volpe rossa. Ha color sabbia e macchie nere sui lati del muso e una macchia bianca sull'apice della coda; ha del pelo anche sulle zampe per evitare che la sabbia calda la bruci. Come molte altre volpi che abitano il deserto, possiede grandi orecchie per dissipare il calore.
La coda è lunga e irsuta.

## Comportamento
La volpe di Rüppell fa largo uso delle ghiandole odorifere. Le usa per marcare il territorio e per allontanare i predatori: un comportamento simile a quello dei Mefitidi o della puzzola. La femmina usa le sue ghiandole odorifere per marcare il luogo dove partorisce. Un altro uso delle ghiandole odorifere è per salutarsi. La volpe di Rüppell può latrare in un modo simile a quello di un cane. Durante la stagione degli amori si muove in gruppi monogami, o un maschio ed una femmina, ma successivamente a questo periodo, la volpe si muove in gruppi di 3-15 animali. Un animale occupa approssimativamente 50–69 km² di territorio, sebbene il territorio del maschio è più grande di quello della femmina. È un animale notturno e socievole. Gli animali cambiano spesso la tana, soprattutto quando l'area diventa pericolosa. La maggior parte delle tane viene scavata sotto pietre, o sotto alberi. La volpe di Rüppell fu spinta a vivere nel deserto (bioma) a causa della competizione con un suo più grande cugino, la volpe rossa. Gli unici predatori della volpe di Rüppell sono solo l'aquila delle steppe ed il gufo reale.

## Alimentazione
Si nutre di foraggio. È un onnivoro, e mangia pressoché qualsiasi cosa che attraversa il suo percorso. Soprattutto, è un insettivoro, ma la sua dieta consiste anche di tuberi e radici, così come di piccoli mammiferi, rettili, uova e aracnidi.

## Riproduzione
La femmina ha un periodo di gestazione che varia tra 51-53 giorni. Vengono partoriti 2-3 cuccioli ed ognuno nasce cieco. I cuccioli, nati in tane sotterranee per essere protetti da possibili predatori, sono svezzati a 6-8 settimane di età.

## Interazione con gli uomini
Per circa 100 anni è stata trattata come un animale nocivo. La volpe di Rüppell depreda molto bestiame in Arabia, includendo polli, agnelli e giovani capre.

## Conservazione
Attualmente la volpe di Rüppell non ha uno stato di conservazione, in quanto è difficile stimare il numero di esemplari.

## Sottospecie
- V. r. rueppelli
- V. r. caesia
- V. r. cyrenaica
- V. r. cufrana
- V. r. sabaea
- V. r. somaliae
- V. r. zarudneyi